# Bí kíp luyện rồng 2
Bí kíp luyện rồng 2 (tên gốc tiếng Anh: How to Train Your Dragon 2) là một bộ phim hoạt hình máy tính 3D giả tưởng hành động Mỹ 2014 sản xuất bởi DreamWorks Animation và phát hành bởi 20th Century Fox loạt sách cùng tên của Cressida Cowell. Đây là phần tiếp theo của hoạt hình máy tính Bí kíp luyện rồng (2010) Người viết và đạo diễn phim là Dean DeBlois với sự tham gia của các ngôi sao lồng tiếng Jay Baruchel, Gerard Butler, Craig Ferguson, America Ferrera, Jonah Hill, Christopher Mintz-Plasse, T.J. Miller và Kristen Wiig cùng với Cate Blanchett, Djimon Hounsou và Kit Harington. Phim được công chiếu vào ngày 13 tháng 6 năm 2014.

## Nội dung
Vùng đất Berk đã trở thành một vùng đất thịnh vượng, loài người và loài rồng chung sống hạnh phúc.Trong một lần khám phá những vùng đất mới, Hiccup chạm trán nhóm thợ săn rồng dẫn đầu bởi Eret,  . Tuy vậy, Hiccup lại được biết đến một kẻ nguy hiểm - Drago máu mặt,một kẻ vô cùng tàn bạo và nguy hiểm với âm mưu tập hợp một đội quân rồng đang tìm về xứ Berk tiêu diệt tất cả. Rồi bỗng Hiccup tìm thấy Valka - người mẹ ruột được cho là đã chết 20 trước. Valka dẫn Hiccup đến vùng đất thiêng - nơi sinh sống của hầu hết loài rồng và của một con rồng đầu đàn khổng lồ - Bewilderbeast. Valka tiết lộ tất cả mọi thứ bà học được cả 20 năm trời, nói lên lời xin lỗi và cả mong muốn hòa bình ở mọi nơi giữa rồng và người vì bà cũng có khả năng giống Hiccup, khả năng thuần hóa loài rồng.
Stoick lại đoàn tụ với Valka. Cả hai người lấy lại được tình yêu cũ, tưởng rằng lại được chung sống hạnh phúc thì Drago máu mặt ra lệnh cho rồng mẹ điều khiển toàn bộ loài rồng. Và Toothless (Sún Tất) với sự điều khiển, đã bắn chết Stoick vì đỡ đạn cho Hiccup.
Hiccup dần lấy lại được Toothless bởi tình bạn quý giá của mình, và với sức mạnh khổng lồ của loài Night Fury, Toothless đánh bại rồng mẹ khổng lồ, trở thành Rồng Đầu Đàn. Chiến thằng của Hiccup cũng giúp anh trở thành tộc trưởng người Viking xứ Berk, một phần vì người cha đã mất Stoick.

## Lồng tiếng
- Jay Baruchel vai Hiccup Horrendous Haddock III
- America Ferrera vai Astrid Hofferson
- Cate Blanchett vai Valka[6]
- Gerard Butler vai Stoick
- Craig Ferguson vai Gobber[7]
- Christopher Mintz-Plasse vai Fishlegs Ingerman.
- Jonah Hill vai Snotlout Jorgenson
- T.J. Miller và Kristen Wiig vai Tuffnut và Ruffnut Thorston
- Djimon Hounsou vai Drago Bloodvist[8]
- Kit Harington vai Eret[9][10]

## Nhạc phim
Album nhạc phim được phát hành vào ngày 17 tháng 6 năm 2014 bởi Relativity Music Group.
| Danh sách bài hát | Danh sách bài hát                                                                                  | Danh sách bài hát |
| STT               | Nhan đề                                                                                            | Thời lượng        |
| ----------------- | -------------------------------------------------------------------------------------------------- | ----------------- |
| 1.                | "Dragon Racing"                                                                                    | 4:34              |
| 2.                | "Together We Map the World"                                                                        | 2:19              |
| 3.                | "Hiccup the Chief/Drago's Coming"                                                                  | 4:44              |
| 4.                | "Toothless Lost"                                                                                   | 3:28              |
| 5.                | "Should I Know You?"                                                                               | 1:56              |
| 6.                | "Valka's Dragon Sanctuary"                                                                         | 3:19              |
| 7.                | "Losing Mom/Meet the Good Alpha"                                                                   | 3:24              |
| 8.                | "Meet Drago"                                                                                       | 4:26              |
| 9.                | "Stoick Finds Beauty"                                                                              | 2:33              |
| 10.               | "Flying with Mother"                                                                               | 2:49              |
| 11.               | "For the Dancing and the Dreaming" (biểu diễn bởi Gerard Butler, Craig Ferguson & Mary Jane Wells) | 3:06              |
| 12.               | "Battle of the Bewilderbeast"                                                                      | 6:26              |
| 13.               | "Hiccup Confronts Drago"                                                                           | 4:06              |
| 14.               | "Stoick Saves Hiccup"                                                                              | 2:23              |
| 15.               | "Stoick's Ship"                                                                                    | 3:48              |
| 16.               | "Alpha Comes to Berk"                                                                              | 2:20              |
| 17.               | "Toothless Found"                                                                                  | 3:46              |
| 18.               | "Two New Alphas"                                                                                   | 6:06              |
| 19.               | "Where No One Goes" (biểu diễn bởi Jónsi)                                                          | 2:44              |

| Bài hát tặng kèm phiên bản châu Âu/Slavic | Bài hát tặng kèm phiên bản châu Âu/Slavic | Bài hát tặng kèm phiên bản châu Âu/Slavic |
| STT                                       | Nhan đề                                   | Thời lượng                                |
| ----------------------------------------- | ----------------------------------------- | ----------------------------------------- |
| 20.                                       | "Into A Fantasy" (của Alexander Rybak)    | 3:32                                      |

## Quảng bá
Bí kíp luyện rồng 2 dự kiến sẽ được phát hành trên DVD và Blu-ray (2D and 3D) vào ngày 11 tháng 11 năm 2014.